# 2000年日本の補欠選挙
2000年日本の補欠選挙（2000ねんにほんのほけつせんきょ）では、日本の立法府である衆議院議員と参議院議員の欠員を補充するため2000年に行われた補欠選挙について取り上げる。

## 概要
補欠選挙は、現職議員が死亡あるいは辞職などによって欠員が生じた場合、其の欠員を補充するために行われる選挙で、公職選挙法第11章に規定される「特別選挙」の類型である。衆院小選挙区における補選は欠員が生じた場合、直ちに行われていたが、欠員が生じるたびに補選を行うことについて問題視されるようになったため、2000年に行われた公職選挙法改正で、10月から衆参の補選は4月と10月に統一して実施されることになった。2000年における補欠選挙は、2月に宮城県第6区、4月には熊本選挙区、6月には石川選挙区と三重選挙区及び愛媛選挙区、10月には東京第21区と滋賀選挙区の計7箇所で実施された。なお6月の補選は第41回衆議院議員総選挙との同日選挙、10月の補選は統一補選によって実施された。

## 2月実施の補選
宮城県第6区で実施。投票日は2月27日。なお宮城6区では97年12月にも菊池福治郎（自由民主党）が拡大連座制に問われて議員辞職したことによる補選が実施されており、これが2度目の補選である。民主党元衆議院議員の大石正光が返り咲きを果たした。

### 宮城県第6区補選
- 選挙事由：小野寺五典衆議院議員（自由民主党）の辞職（公職選挙法違反）
- 立候補者：4人
- 当選者：大石正光（民主党）

| 当落     | 候補者名   | 党派       | 得票数 | 得票率 |
| -------- | ---------- | ---------- | ------ | ------ |
| 当選     | 大石正光   | 民主党     | 54,735 |        |
|          | 菅野哲雄   | 社会民主党 | 40,097 |        |
| 伊藤智巳 | 無所属     | 11,076     |        |        |
| 芳賀芳昭 | 日本共産党 | 9,324      |        |        |
投票率：48.04％

## 4月実施の補選
参議院熊本選挙区で実施。投票日は熊本県知事選挙投票日と同日の4月16日。元衆議院議員の無所属候補である魚住汎英が当選した。

### 参議院熊本選挙区補選
- 選挙事由：阿曽田清参議院議員（自由党）の辞職（熊本県知事選挙への立候補）
- 立候補者：4人
- 当選者：魚住汎英（無所属）

| 当落     | 候補者名   | 党派   | 得票数  | 得票率 |
| -------- | ---------- | ------ | ------- | ------ |
| 当選     | 魚住汎英   | 無所属 | 386,674 |        |
|          | 香山真理子 | 民主党 | 322,229 |        |
| 林田陽一 | 無所属     | 73,923 |         |        |
| 西川悦子 | 日本共産党 | 73,617 |         |        |
投票率：61.85％

## 6月実施の補選
参議院石川県選挙区と三重県選挙区および愛媛県選挙区の3箇所で実施。投票日は第42回衆議院議員総選挙投票日と同日の6月25日。石川と愛媛では自民党の候補者である沓掛哲男と関谷勝嗣が当選。三重選挙区では民主党など非共産系野党が推薦した高橋千秋が当選した。

### 参院石川選挙区補選
- 選挙事由：馳浩参議院議員（自由民主党）の議員辞職（衆院選立候補）
- 立候補者：3人
- 当選者：沓掛哲男（自由民主党）

| 当落     | 候補者名   | 党派       | 得票数  | 得票率 |
| -------- | ---------- | ---------- | ------- | ------ |
| 当選     | 沓掛哲男   | 自由民主党 | 369,915 |        |
|          | 橋本和雄   | 無所属     | 167,338 |        |
| 尾西洋子 | 日本共産党 | 71,887     |         |        |
投票率：68.70％

### 参院三重選挙区補選
- 選挙事由：平田耕一参議院議員（自由民主党）の議員辞職（衆院選立候補）
- 立候補者：3人
- 当選者：高橋千秋（無所属）

| 当落     | 候補者名   | 党派       | 得票数  | 得票率 |
| -------- | ---------- | ---------- | ------- | ------ |
| 当選     | 高橋千秋   | 無所属     | 429,240 |        |
|          | 橋爪貴子   | 自由民主党 | 399,800 |        |
| 谷中三好 | 日本共産党 | 112,875    |         |        |
投票率：67.15％

### 参院愛媛選挙区補選
- 選挙事由：塩崎恭久参議院議員（自由民主党）の議員辞職（衆院選立候補）
- 立候補者：3人
- 当選者：関谷勝嗣（自由民主党）

| 当落     | 候補者名   | 党派       | 得票数  | 得票率 |
| -------- | ---------- | ---------- | ------- | ------ |
| 当選     | 関谷勝嗣   | 自由民主党 | 414,596 |        |
|          | 成見憲治   | 民主党     | 181,252 |        |
| 谷田慶子 | 日本共産党 | 103,994    |         |        |
投票率：60.89％

## 10月実施の補選
衆参の補選を4月と10月に統一する改正公職選挙法に基づいて行われた補選で、東京都第21区と参院滋賀県選挙区の2箇所で実施された。投票日は10月22日。東京は元東京HIV訴訟（→薬害エイズ事件）原告団副代表で無所属の川田悦子が、滋賀は自民党新人の山下英利がそれぞれ当選を果たした。

### 衆院東京21区補選
- 選挙事由：山本譲司（民主党）の議員辞職（政策秘書の給与流用疑惑）
- 立候補者：4人
- 当選者：川田悦子（無所属）

| 当落       | 候補者名   | 党派       | 得票数 | 得票率 |
| ---------- | ---------- | ---------- | ------ | ------ |
| 当選       | 川田悦子   | 無所属     | 51,008 |        |
|            | 加藤積一   | 自由民主党 | 48,883 |        |
| 長島昭久   | 民主党     | 25,843     |        |        |
| 工藤てい子 | 社会民主党 | 13,627     |        |        |
投票率：40.39％

### 参院滋賀選挙区補選
- 選挙事由：奥村展三（新党さきがけ）の議員辞職（衆院選立候補）
- 立候補者：3人
- 当選者：山下英利（自由民主党）

| 当落   | 候補者名   | 党派       | 得票数  | 得票率 |
| ------ | ---------- | ---------- | ------- | ------ |
| 当選   | 山下英利   | 自由民主党 | 205,365 |        |
|        | 法雲俊邑   | 民主党     | 156,191 |        |
| 川内卓 | 日本共産党 | 63,099     |         |        |
投票率：41.90％